# Melipotis agrotipennis
Melipotis agrotipennis är en fjärilsart som beskrevs av Harvey 1875. Melipotis agrotipennis ingår i släktet Melipotis och familjen nattflyn. Inga underarter finns listade i Catalogue of Life.